# Pardosa irriensis
Pardosa irriensis là một loài nhện trong họ Lycosidae.
Loài này thuộc chi Pardosa. Pardosa irriensis được Alberto Barrion & James A. Litsinger miêu tả năm 1995.